# Arquitetura protomoderna
Arquitetura protomoderna é como se costuma chamar a produção arquitetônica do fim do século XIX e início do século XX que prenuncia, seja pelo ideário ou pelo resultado formal, a arquitetura moderna. Entre os arquitetos protomodernos destacam-se Adolf Loos e Louis Sullivan.
Proto é um prefixo que significa início, começo, anterioridade: proto-história, protótipo, proto-mártir: Arquitetura Protomoderna, Arquitetura Pós-Eclética, Arquitetura Pré-Moderna, são as várias denominações que esta fase da arquitetura recebe.
Segundo a Profa. Guilah Naslavsky, o “proto- racionalismo é a arquitetura pós-eclética ou pré-moderna, com características de arquitetura de transição, rica em contradições, que sem dúvida, contribuiu para a aceitação de difusão do modernismo”. Para o Prof. Geraldo Gomes, não existem as distinções dos períodos da arquitetura moderna: “tudo é arquitetura moderna”. 
Alguns autores consideram duas correntes de produção arquitetônica protomoderna: a primeira ocorreu entre o fim do Século XIX e início do Século XX, quando buscava-se a renovação da linguagem arquitetônica decorrente das novas técnicas e demandas da sociedade industrial > entre os arquitetos protomodernos destacam-se Adolf Loos (1870-1933), Louis Sullivan (1856-1924) e Victor Dubugras (1868-1933), que viveu no Brasil a partir de 1891. 

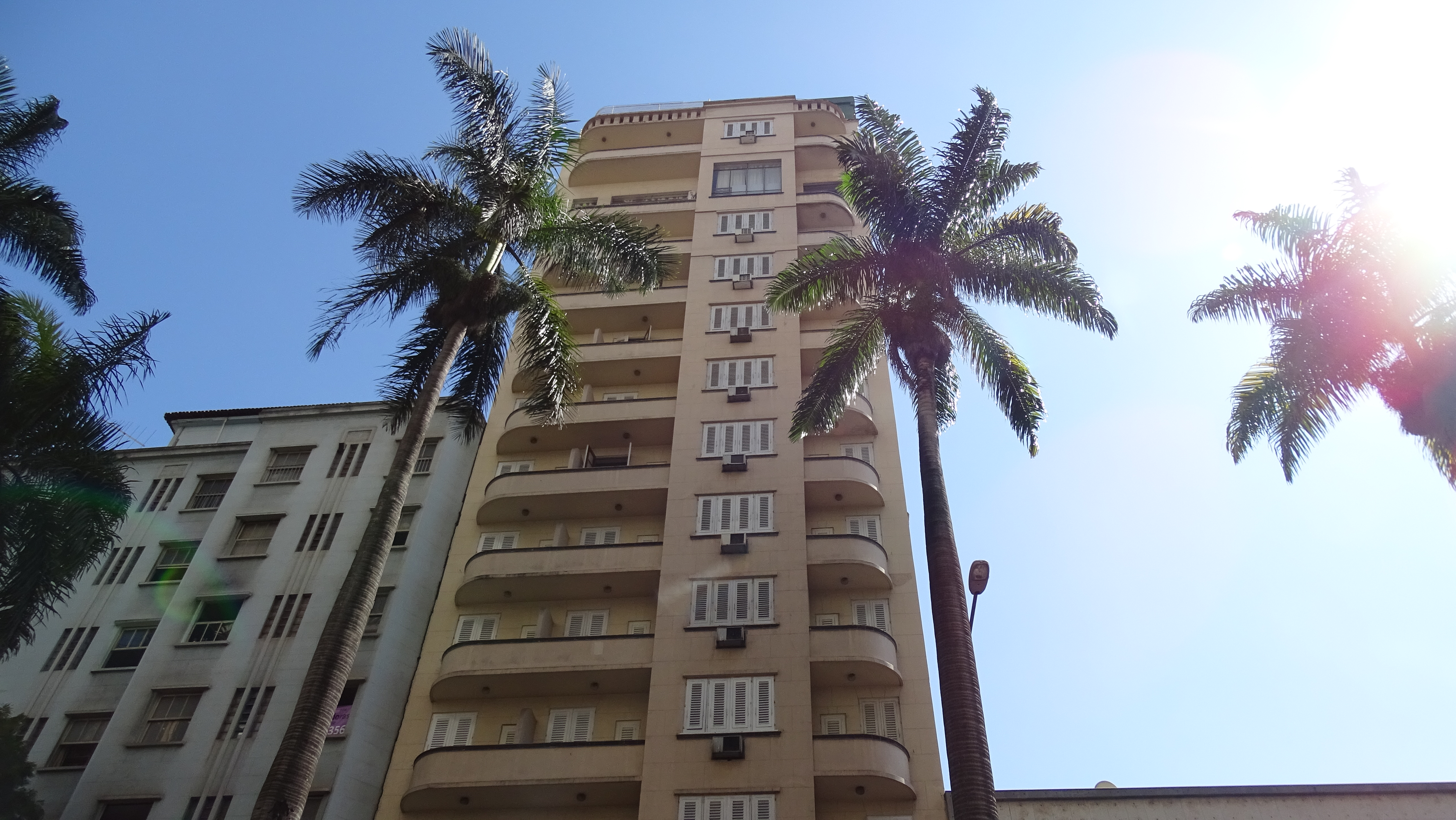
O Amazonas Palace Hotel, localizado em Belo Horizonte, é um exemplo de arquitetura protomoderna

No texto “Uma outra cultura da modernidade”, o professor Paulo Raposo Andrade classificou o protomodernismo como uma manifestação arquitetônica que ocorreu em diversas cidades brasileiras, entre 1930 e 1955, com características mais ou menos homogêneas, distintas do ecletismo historicista do início do Século XX, e das experiências dos pioneiros do modernismo no Brasil.
Essas edificações classificadas como protomodernas ou protoracionalistas trazem uma associação entre a morfologia das fachadas e a produção arquitetônica da primeira metade do Século XX, em especial a década de 1930 > pregava o abandono de adornos que lembrassem estilos passados, enaltecia o uso de formas retas como tratamento moderno, uso de novas tecnologias e inovação na planta, embora mantivessem as tradições de funcionamento interno.
Principais características: platibandas escalonadas, motivo geométricos com funções decorativas, ranhuras e saliências, conferindo variedade e ritmo às fachadas, marquises que adornam as janelas, e cores contrastantes. 